# Constantin Palaeocappa
Constantin Palaeocappa, copiste "grec", et accessoirement faussaire, en France au XVIe siècle
En grec : Κωνσταντίνος Παλαιόκαπας, on trouve aussi la graphie "Paleocappa".

## L'exilé
Né à La Canée, dans l'île de Crète, Constantin Palaeocappa vint en France vers le milieu du XVIe siècle, sans que l'on connaisse précisément les circonstances de cet exil. 
Précédemment, dans les années 1539-1542, il séjourna à la Grande Laure de l'Athos, avec pour nom monastique "Pachome" (Παχώμιος), et en 1542, copia au moins un manuscrit au monastère de Koutloumousiou. De là, il passe en Italie, puis en France à une date incertaine. 
Sans doute, comme cela s'est répété bien des fois à la Renaissance, fit-il partie de ces Grecs misérables, chassés des terres ravagées par les Turcs ou simplement attirés par le goût de chercher fortune, et qui apportaient, pour tout bagage, quelques-uns de ces manuscrits antiques tant désirés en Occident et dans lesquels on espérait dénicher quelque trouvaille précieuse. Ces émigrés comptaient, dans tous les cas, sur la soif de science de leurs hôtes pour obtenir accueil et protection, au bénéfice des auteurs illustres dont ils prétendaient ramener les œuvres avec eux. Beaucoup trouvèrent, en effet, chez les princes lettrés ou chez des personnages importants, enthousiastes de l'Antiquité, le gîte et le couvert, que leurs leçons et leurs manuscrits semblaient payer avec une royale magnificence.

## Le copiste
Après avoir, peut-être, été protégé par Jean du Thier, il fit partie de la maison du cardinal Charles de Lorraine, archevêque de Reims, pour lequel il copia plusieurs manuscrits à partir de 1552.
Par la suite, employé à la bibliothèque de Fontainebleau, sous la direction d'Ange Vergèce, il rédigea les notices qu'on voit en tête d'un certain nombre de manuscrits grecs et transcrivit plusieurs exemplaires du catalogue de cette bibliothèque. Il copia par ailleurs de nombreux manuscrits grecs dans une écriture soignée et élégante.
On sait, par ailleurs, que son frère Georges Palaeocappa, lui apporta des manuscrits de leur île maternelle.
Le dernier manuscrit connu de Palaeocappa est daté de 1561, mais son activité a pu se prolonger au-delà de cette date.

## Le faussaire
Dès 1892, on trouve sous la plume du byzantiniste Arthur Ludwich l'avertissement sévère qu'il convient de "se méfier de tout manuscrit de la plume de Palaeocappa". De fait, ce copiste habile était aussi un grand faussaire. C'est à lui qu'on doit le Violarium (en grec ancien Ἰωνιά), un long précis des fables grecques, qu'il a attribué à l'impératrice Eudocie Makrembolitissa, épouse de Constantin X.
On lui doit aussi un opuscule d'un prétendu Ægyptios sur l’Astrolabe, ainsi que des traités attribués à Castor de Rhodes, Zonaios et Héliodore de Brousse. Ailleurs, il attribue à Basile de Césarée les gloses qu'il place en marge de L’Éthique à Nicomaque, et qui sont en fait des extraits de commentateurs grecs, tel Aspasios. 
De même, le traité Adversus iudaeos attribué à un supposé Thaddée de Péluse, patriarche de Jérusalem, est aussi un faux de même origine, dont le texte est tout simplement emprunté à Georges Hamartolos. Parmi ses autres faux, on trouve encore un traité sur la liturgie, attribué à Proclus de Constantinople, tiré en fait des écrits de Marc d'Éphèse.
Le cas du traité sur l'eucharistie attribué à Samon de Gaza est plus complexe puisque les positions sont encore nettement divisées à son sujet.